# 馬門の滝
馬門の滝（まかどのたき）は、栃木県芳賀郡茂木町馬門にある滝。

## 概要
那珂川支川の逆川に位置し、滝は1段で高さは10メートル、幅20メートル。那珂川県立自然公園で那珂川の両岸の河岸段丘から流下する小さな滝が遡ってきた幼年期の滝。安山岩の天然の岩滝の上流は魚が登れなかったため「魚止めの川」と呼ばれている。